# Witte moerbei

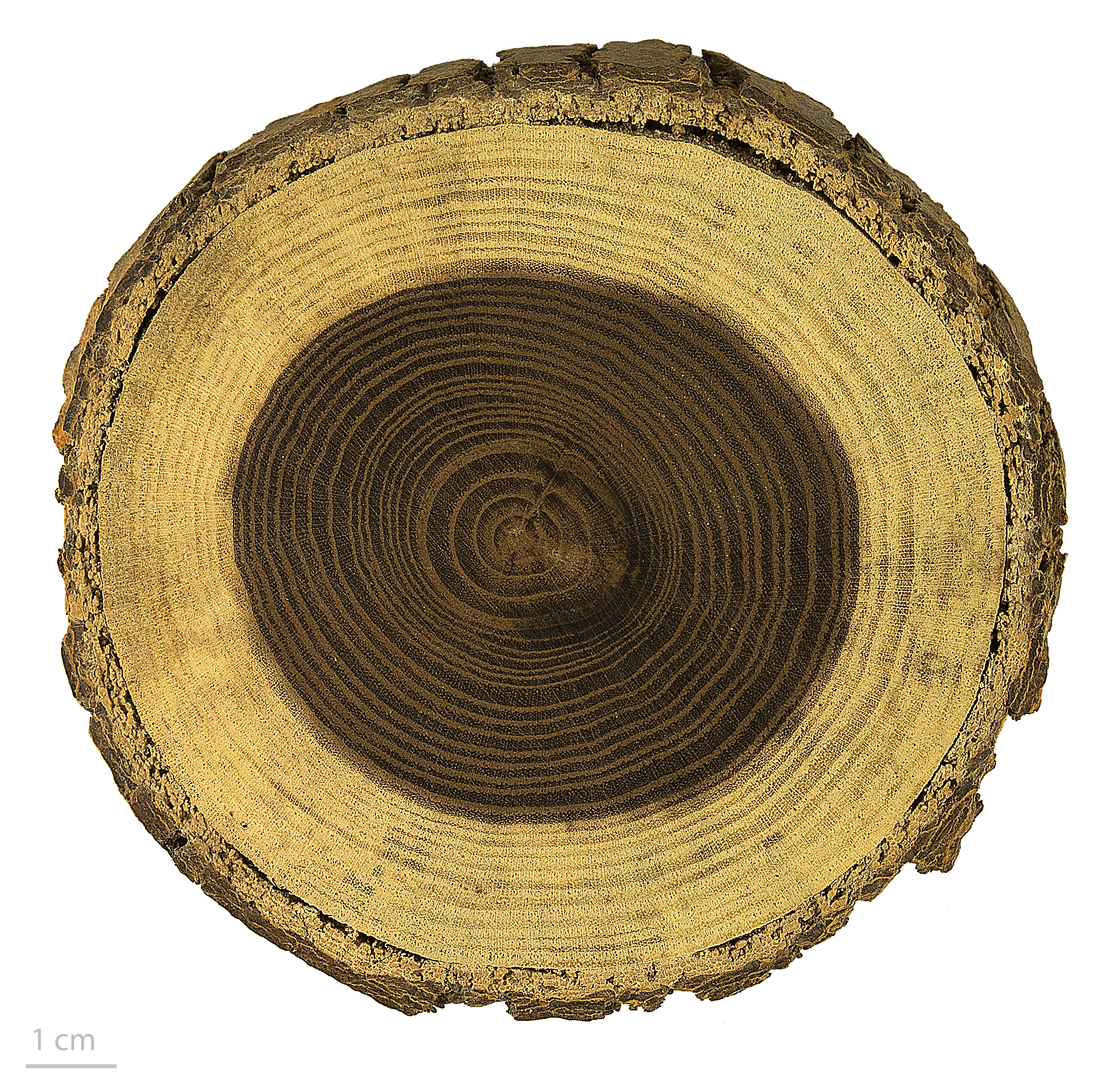
stamdoorsnede

De witte moerbei (Morus alba) is een plant uit de moerbeifamilie (Moraceae). De soort komt oorspronkelijk uit China. Omdat dit de belangrijkste moerbei voor de zijderups is, wordt de soort ook buiten China in veel gebieden met een geschikt klimaat aangeplant.

## Tweehuizig of dakmoerbei
De witte moerbei is een tot 16 m hoge boom met variabele kenmerken, met over het algemeen een brede habitus. De soort is in principe eenhuizig, met de mannelijke en vrouwelijke bloemen aan hetzelfde exemplaar. Maar er zijn ook selecties met uitsluitend mannelijke of vrouwelijke bloemen. Een mannelijke vorm wordt gebruikt als kleine schaduwboom of 'dakmoerbei' op tuinterrassen, omdat hij geen vruchten krijgt die vlekken zouden kunnen geven.

## Kenmerken
De schors is grijsgroen tot roodbruin, die van een oude boom donker oranjebruin. De twijgen zijn grijsgroen tot bruin en aanvankelijk iets behaard. Het gezaagde blad is variabel van vorm, maar meestal eirond en spits tot toegespitst, maar de bladtop kan evengoed afgerond zijn en de bladvoet zowel hartvormig als afgerond. Vooral aan jonge scheuten en langloten kan het diep ingesneden en gelobd zijn, zoals bij de papiermoerbei.  Het blad is meestal kaal, of aan de onderzijde langs de nerven behaard. Het blad kan aan één exemplaar zowel vrij klein als tamelijk groot zijn (van 5 × 8 cm tot 15 × 20 cm.). De bladsteel is licht behaard.
De bloemen zitten in een korfvormig katje. Bij de vrouwelijke bloemen groeit dit katje uit tot een schijnvrucht, met in elk compartiment een vlezig omhulsel. Als bestuiving uitblijft, bevat dit omhulsel geen zaad.
De schijnvruchten zijn aanvankelijk wit en worden roze tot lichtpaars. De cultivar 'White Berry' heeft vruchten die doorzichtig wit afrijpen. De vruchten van de Witte moerbei smaken vaak niet lekker, maar cultivars als 'Issai' en 'Damas' leveren zoete vruchten.

## Zijderups
De bladeren van de witte moerbei zijn van economisch belang omdat ze het enige voedsel zijn van de zijderups, die wordt gekweekt ten behoeve van de zijdeproductie.

## Stuifmeelkampioen
De witte moerbei is ook interessant vanwege het record voor de snelste beweging in de plantenwereld. De meeldraden schieten het stuifmeel weg in een beweging die slechts 25 μs duurt. De beweging bereikt daarbij een snelheid van meer dan de helft van de geluidssnelheid.

## Bronnen

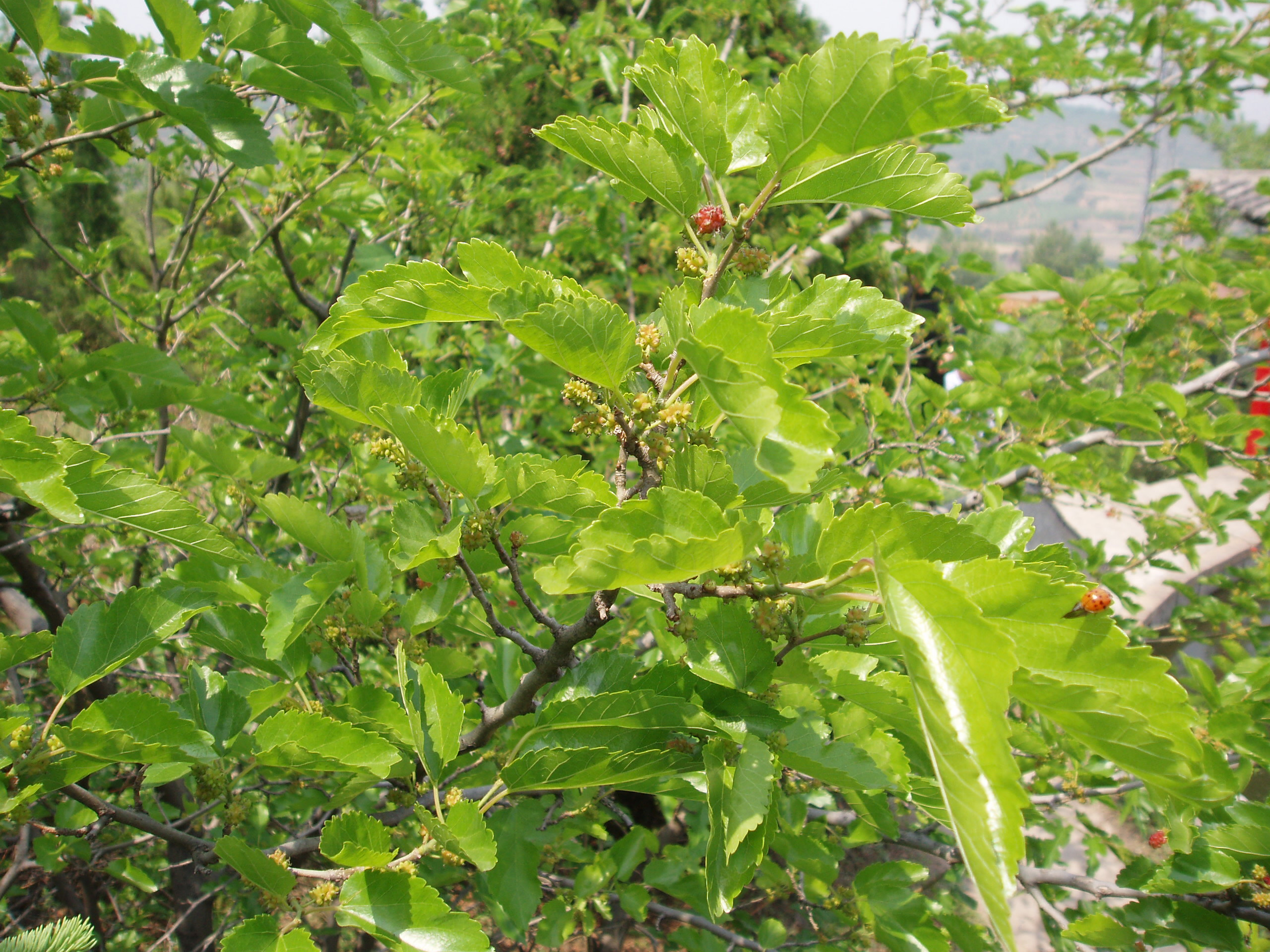
Witte moerbeiboom